# Concerts de Vollore
Pour les articles homonymes, voir Vollore.

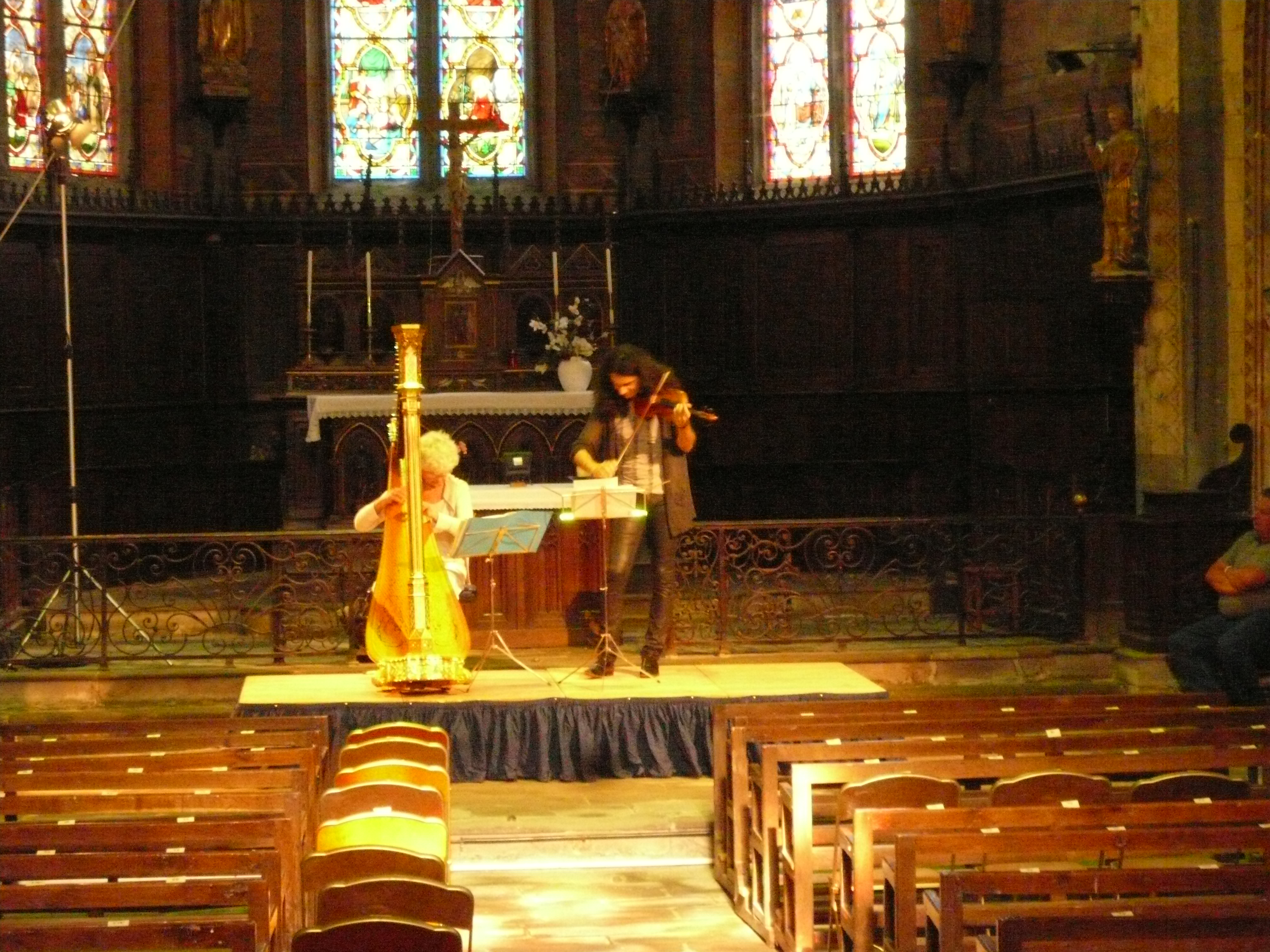
Marielle Nordmann, harpe et Nemanja Radulovic, violon à Escoutoux en juillet 2010 (répétition)

Depuis sa création en 1978, par Laurent Martin, Claude Dutour et Michel Aubert La Fayette, l'association les  Concerts de Vollore se consacre à l'animation musicale d'une région en grande majorité rurale. La programmation allie création et diffusion, avec de nombreuses découvertes d’œuvres oubliées ou jamais interprétées, fait la part belle aux grands interprètes de la musique classique et aux jeunes talents. Elle s’ouvre également au jazz et aux musiques du monde.
Les Concerts de Vollore sont aujourd'hui dirigés par Bruno Chanel.
S'articulant autour de 15 communes différentes de la région de Thiers, Arconsat, Chabreloche, Courpière, Palladuc, Celles-sur-Durolle, Sermentizon, 
Sainte-Agathe, Saint-Rémy-sur-Durolle, Saint-Victor-Montvianeix, Viscomtat, Vollore-Ville (château de Vollore et église Saint-Maurice), Vollore-Montagne, Puy-Guillaume et Les Salles, , les Concerts de Vollore sont devenus la destination d’élection de plus de 2 000 mélomanes chaque été, au mois de juillet.
Chaque année Les Concerts de Vollore vous accueillent au sein du parc naturel régional du Livradois Forez .
Le festival a fidélisé un large public depuis sa création en 1978.
Son directeur artistique était Laurent Martin et sa présidente Monique Combronde. Ils ont passé le flambeau à Bruno Chanel qui, avec l'ensemble du bureau et des bénévoles, poursuit cette belle aventure,,,,.